# 濃尾平原

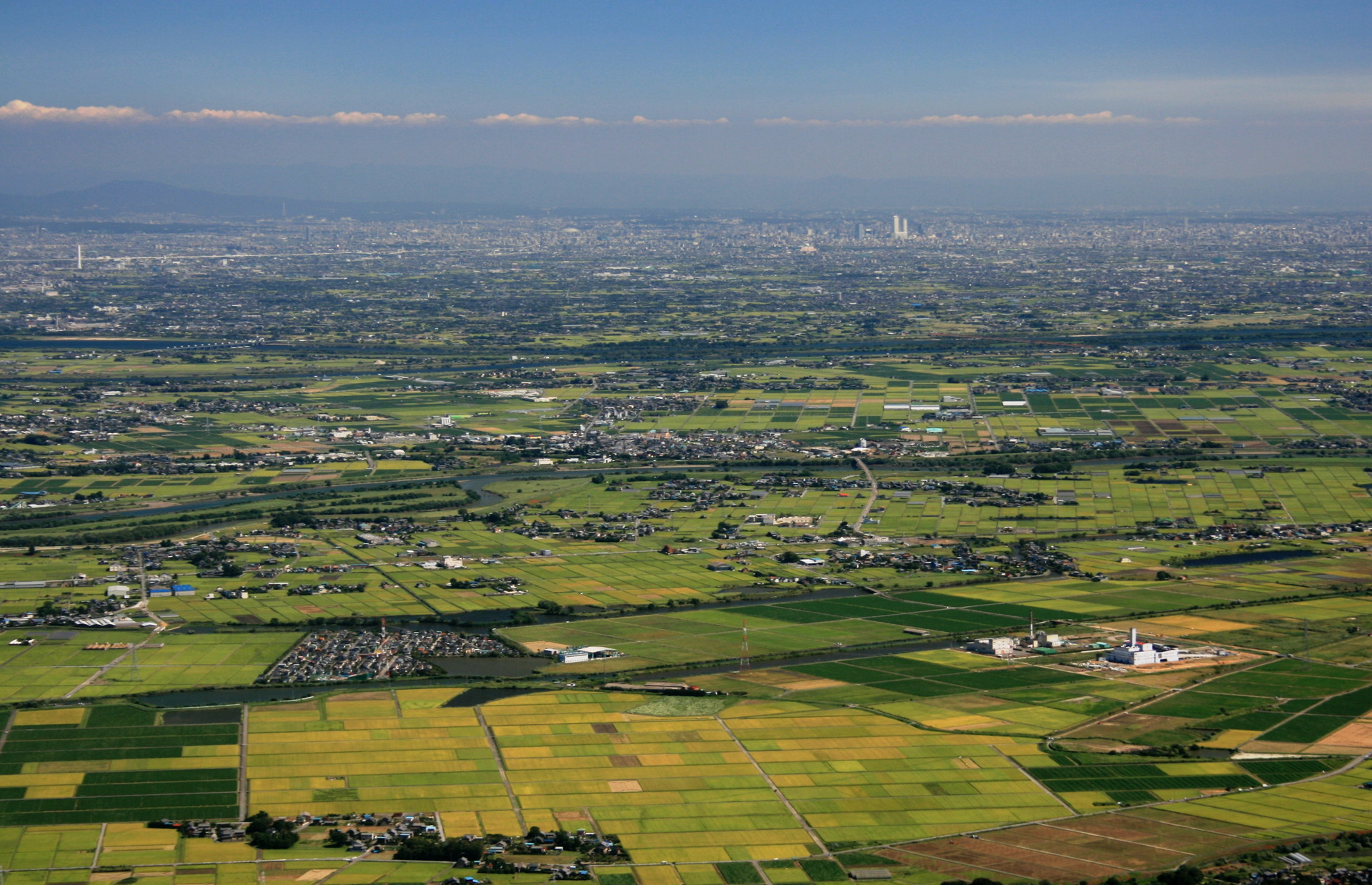
濃尾平原

濃尾平原，是位於日本本州中南部的平原，與關東平原、近畿平原並列為日本三大精華區的平原，濃尾平原位於本州愛知縣西北部和岐阜縣南部，面積約1,800平方公里。 在岐阜縣南部的美濃地區有木曾川、長良川、揖斐川流淌經濃尾平原，有著「飛山濃水」的美譽。

## 平原名稱來歷
因地屬古代美濃、尾張兩國和伊勢一部，故名。 

## 平原上的水文
木曾川 、長良川、揖斐川等流貫。 

## 平原上的地勢
低地與臺地相間，大部在海拔50米以下。